# Remi Hereide
Remi André Hereide (ur. 25 marca 1973 w Bergen)  – norweski łyżwiarz szybki.
W wieku 24 lat Hereide uczestniczył w Zimowych Igrzyskach Olimpijskich 1998 w Nagano. Brał wówczas udział w dwóch konkurencjach łyżwiarstwa szybkiego, biegu na 5000 m, gdzie zajął 12. miejsce oraz biegu na 10 000 m, gdzie zajął 15. miejsce.

## Rekordy życiowe
| Dystans  | Czas     | Data                 | Miejsce |
| -------- | -------- | -------------------- | ------- |
| 500 m    | 39,91    | 18 grudnia 1999      | Hamar   |
| 1000 m   | 1.16,90  | 2 stycznia 1998      | Hamar   |
| 1500 m   | 1.52,64  | 29 stycznia 2000     | Calgary |
| 3000 m   | 3.57,40  | 26 października 1998 | Inzell  |
| 5000 m   | 6.28,98  | 27 marca 1998        | Calgary |
| 10 000 m | 13.31,14 | 29 marca 1998        | Calgary |
| Źródło:  |          |                      |         |